# Религия в Малайзии
Все религии имеют в Малайзии своих приверженцев. Ислам является государственной религией, конституция страны гарантирует свободу вероисповедания только для немалайцев. Все малайцы согласно конституции являются мусульманами начиная с рождения и подлежат шариатскому суду, в том числе могут быть осуждены за отклонение от норм ислама, определяемых религиозной администрацией. Браки между мусульманами и немусульманами считаются незаконными.

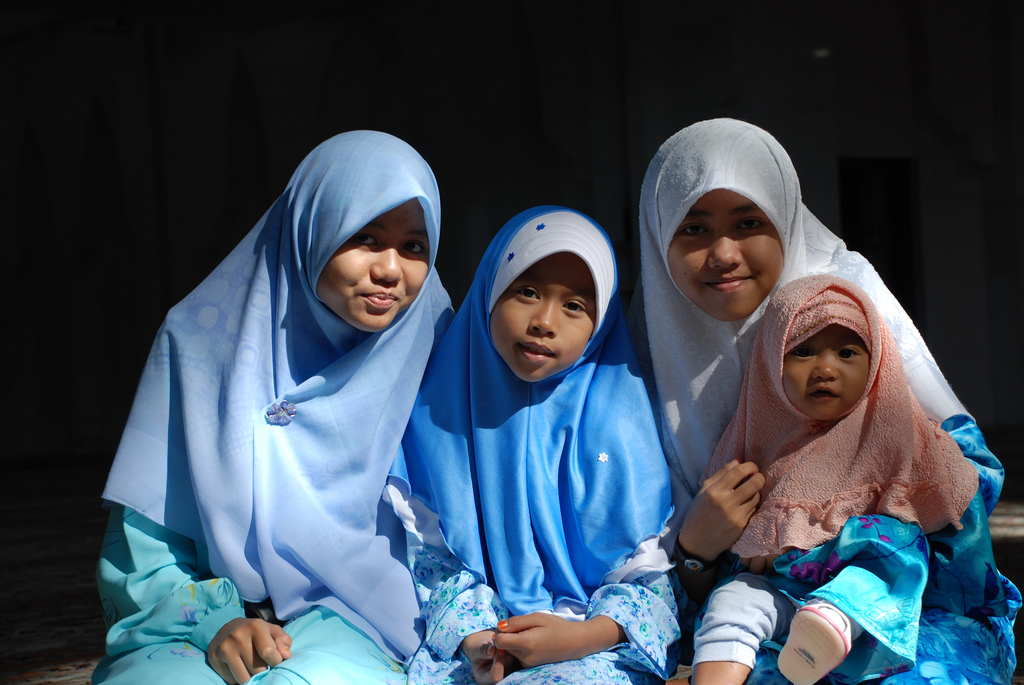
Мусульманские девушки, носят традиционный тудунг

По данным (счётчик населения Малайзии) 1 января 2020 года, мусульмане составляют 61 % населения Малайзии, буддисты — 17%, христиане — 9 %, индуисты — 7%, около 3% практикуют конфуцианство, даосизм и другие традиционные китайские религии. Остальное население исповедует анимизм, сикхизм, другие конфессии либо вовсе не относит себя ни к одной из религий.
Большинство малайских индийцев (90%) исповедуют индуизм, некоторое количество также является христианами (7%), мусульманами (3%), сикхами и джайнистами.
Большинство малайских китайцев являются последователями буддизма (70 %), остальные исповедуют даосизм (15 %), христианство (15 %) и другие традиционные китайские религии. Имеются также небольшие общины китайцев-мусульман.
Коренное население страны, известное здесь как бумипутра, является главным образом мусульманами, хотя незначительная часть до сегодняшнего дня является анимистами.

## Ислам

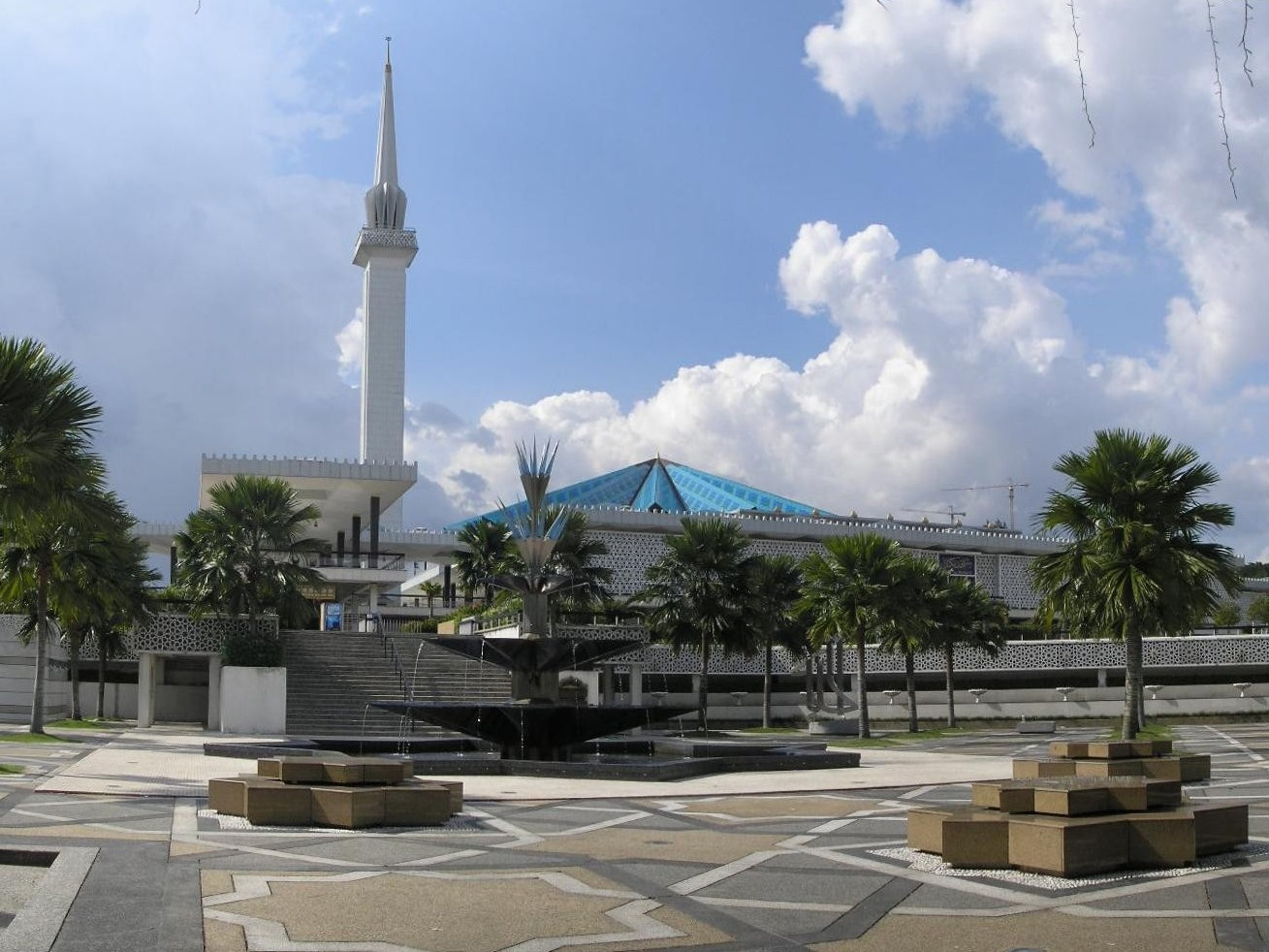
Национальная малайзийская мечеть, Куала-Лумпур

Ислам проник в Малайзию в XIII веке вместе с индийскими торговцами. В последующие века он стал занимать доминирующее положение в стране. Согласно статье 160 конституции Малайзии, все этнические малайцы, при рождении признаются мусульманами. Ислам играет доминирующее и центральное положение в малайской культуре, распространён во всех сферах жизни населения. Ураза-Байрам, известный здесь как Хари-Райя, является важным праздником малайских мусульман.
Мусульманские женщины обычно носят на голове тудунг (хиджаб или платок), однако ношение его не является обязательным, отсутствие тудунга или хиджаба на голове никак не осуждается и не наказывается. Существует ряд учреждений, где ношение тудунга обязательно, например, Международный Исламский Университет.
Тем не менее, в Малайзии не существует столь жестких гендерныx законов, как, к примеру, в странах Ближнего Востока.

## Буддизм

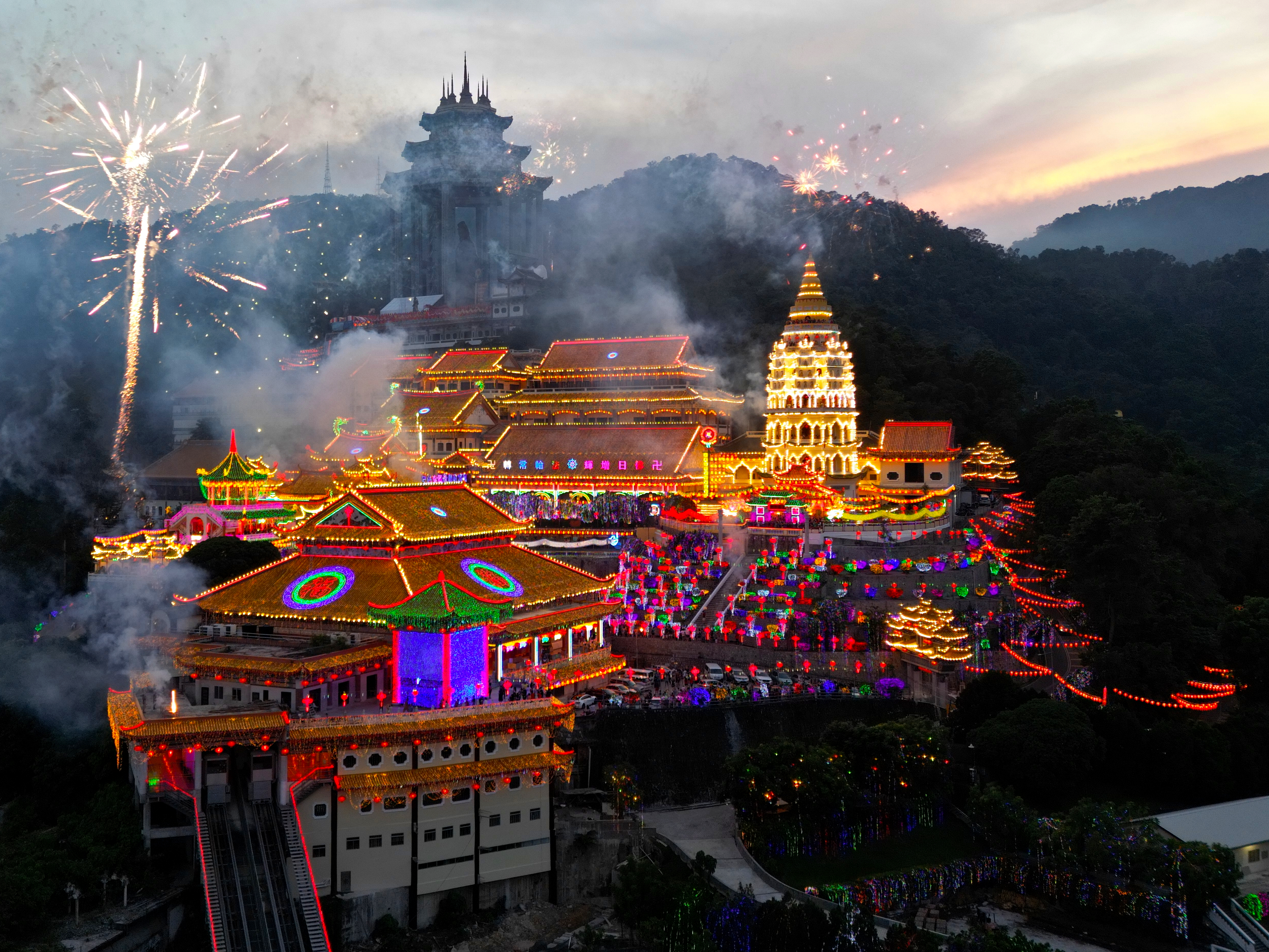
Кек Лок Си — главный буддийский храм Пинанга, крупнейший в Малайзии

Буддизм — вторая религия страны по числу приверженцев (около 17,7 %), практикуется главным образом китайским населением страны. Буддизм пришёл на полуостров Малакка еще во II веке до н. э. вместе с индийскими торговцами. Китайские источники насчитывают около 30 небольших индианизированных государств на территории полуострова Малакка. До прихода в эти земли ислама буддизм занимал в регионе важные позиции, многие культурные элементы были также внесены в малайское общество благодаря этой религии.

## Христианство

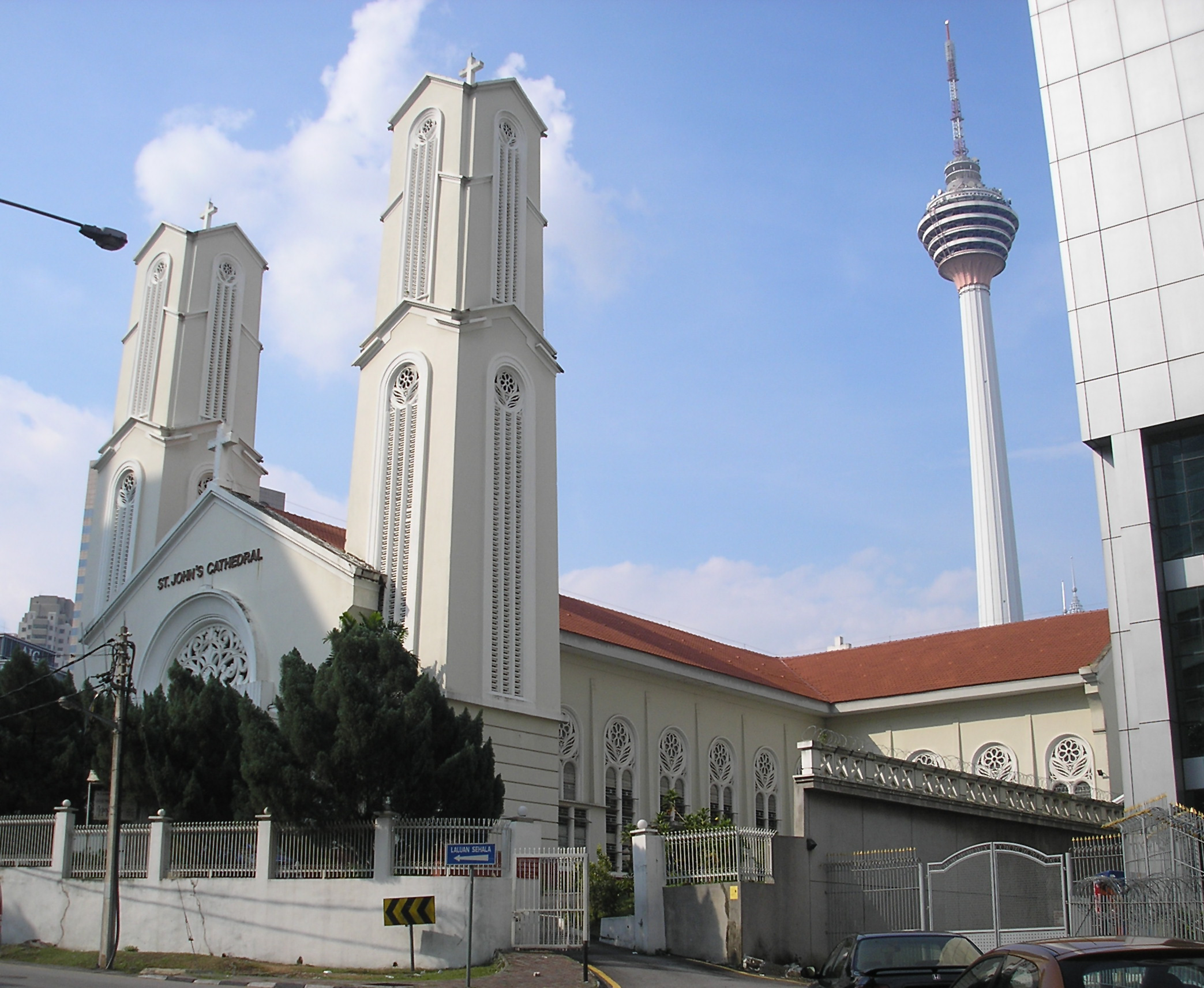
Собор святого Иоанна, Куала-Лумпур

Христиане составляют около 9,4 % населения Малайзии, проживают главным образом в восточной, островной части страны. Христианское присутствие в регионе скорее всего имело место еще задолго до португальских завоеваний XVI века и последующего европейского присутствия. Однако большая часть христианского населения страны сформировалась лишь к XIX веку.
Христианство распространено среди коренного населения страны. Кроме того, имеется небольшая доля христиан среди мигрантов из других районов Азии, в том числе среди индийцев.
Наибольшая доля христиан в штатах Саравак (42,4 % от населения штата), Сабах (28 %), федеральной территории Лабуан (12 %). Доля христиан в полуостровной части Малайзии заметно ниже, всего 1 — 4 % в зависимости от штата, в столице страны, Куала-Лумпуре достигает 5,5 %.

## Индуизм

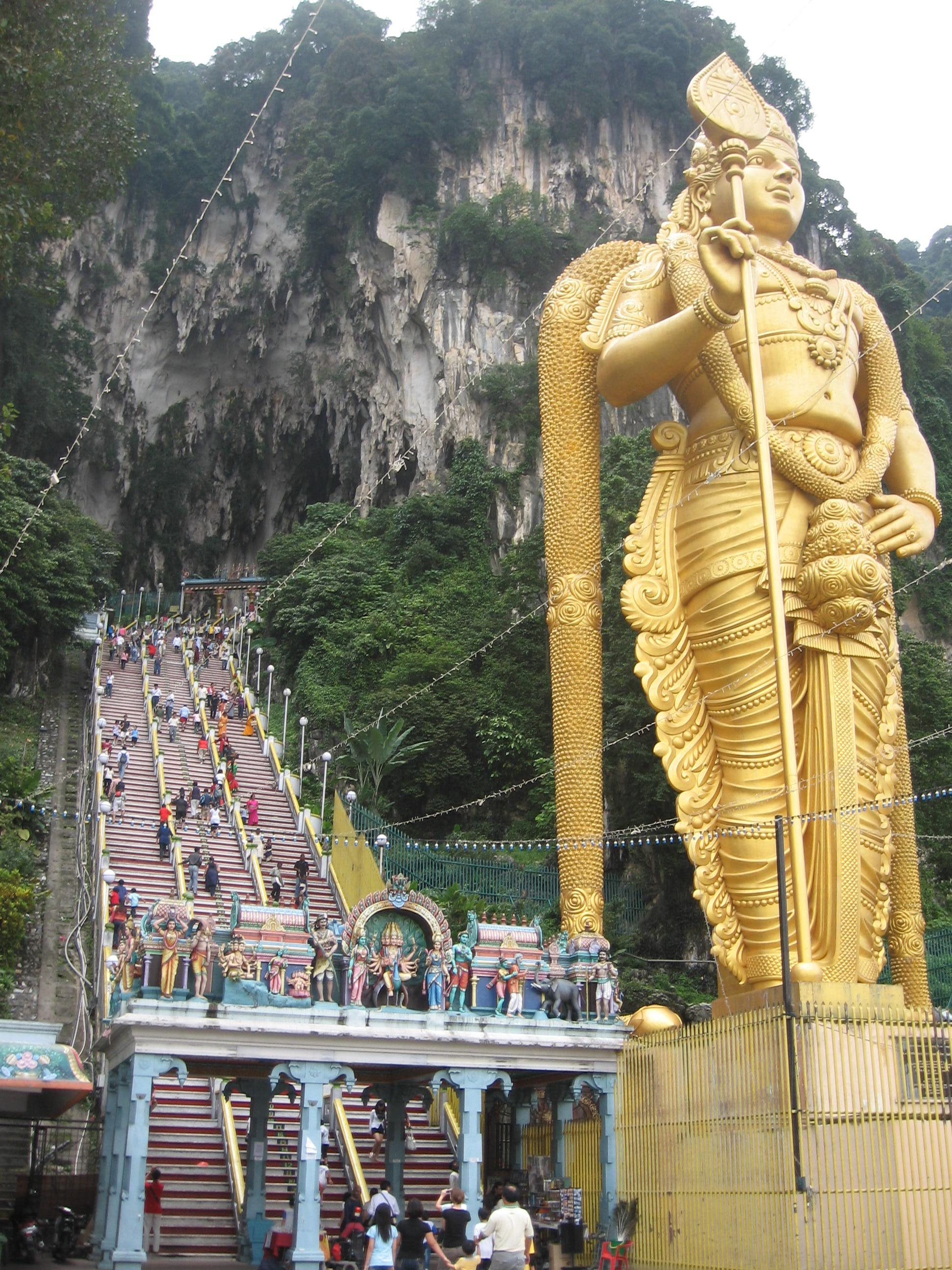
Пещеры Бату, важная индуистская святыня в 13 км к северу от Куала-Лумпура

Доля приверженцев индуизма достигает в Малайзии 6,0 %, главным образом это этнические тамилы из южной Индии. Почти все они прибыли на территорию современной Малайзии в конце XIX — начале XX веков как рабочие на плантациях.
В период 2006—2007 гг. были снесены несколько индуистских храмов в разных районах страны, что привело к недовольствам индуистского населения, ряду протестов и митингов. Правительство Малайзии мотивирует это тем, что храмы располагались на государственной земле и являлись нелегальными постройками, отрицая религиозный подтекст.

## Межрелигиозные организации
С 1983 года в стране работает Малайзийский консультативный совет буддизма, христианства, индуизма, сикхизма и даосизма. Совет действует как консультативный орган и средство для налаживания связей между религиями страны.